# Roussette noire
Pteropus niger
Espèce
Statut de conservation UICN

 EN A4cde : En danger
Statut CITES
La roussette noire (Pteropus niger, Kerr, 1792) est une espèce de renard volant endémique des Mascareignes, un archipel du sud-ouest de l'océan Indien. Elle était considérée comme disparue sur l'île de La Réunion jusqu'à ce que quelques spécimens sans doute portés de depuis l'île Maurice voisine par les vents cycloniques soient observés dans les Hauts de l'est à compter de juin 2007 Aujourd’hui, la roussette noire est toujours présente dans les Hauts de l'est de l'île de la Réunion depuis la découverte de 2007 avec une estimation minimale d’une centaine d’individus sur l’ile. L'espèce étant particulièrement sensible, elle a été classée parmi les espèces en danger critique d'extinction à l'île de la Réunion. Mais c'est l'Île Maurice qui compte encore le plus grand nombre de roussettes noires par rapport à La Réunion qui compte juste deux micro populations. La roussette noire est sur la liste rouge des espèces menacées par l'Union internationale pour la conservation de la nature (UICN). Son statut a été révisé pour la dernière fois en 2018.

## Morphologie
La roussette noire est une chauve-souris de grande taille, présentant une envergure d'environ un mètre. Son corps mesure environ 23 cm et sa tête 7 cm. Elle a un pelage de couleur noirâtre. 

## Écologie
Les roussettes noires cohabitent au sein de grands groupes actifs au crépuscule et à l'aube. Leur régime alimentaire est composé de fruits et de nectar, ce qui en fait d'importants agents de la dispersion des graines et de la pollinisation.

## Reproduction
L'accouplement a lieu en mai et les naissances surviennent en octobre, les petits atteignant l'âge adulte en juin suivant. Le temps de gestation est de 150 jours.
La roussette est un mammifère qui donne un bébé par an. Occasionnellement, elle peut donner naissance à des jumeaux. Elle commence à se reproduire au bout de deux ans. Et nous ne savons pas encore à quel âge elle arrête sa reproduction.

## Répartition
Les roussettes sont présentes dans toutes les îles du sud-ouest de l'océan Indien, mais ce ne sont pas les mêmes espèces que l'on rencontre dans chacune d'elles. Les roussettes noires, en particulier, étaient autrefois très communes dans les Mascareignes, mais elles disparurent d'abord à La Réunion entre 1772 et 1801 après avoir été chassées pour leur viande et leur graisse.
À Rodrigues, où elles ont également disparu, leur présence n'est attestée que par des restes subfossiles. Aussi, l'espèce a longtemps été considérée comme endémique de l'île Maurice, où l'habitat des roussettes noires se limite aux forêts des parcs nationaux de Black River Gorges, parc naturel de Combo et Bel Ombre, ainsi qu'à quelques plantations de fruits, où leur présence peut entrer en conflit avec l'activité agricole.
Elles y ont également sévèrement souffert de la chasse, mais aussi de la déforestation. En 1974, mille spécimens étaient abattus chaque année. En outre, un cyclone tropical a dévasté la population, qui s'est ensuite lentement reconstituée jusqu'à atteindre un chiffre estimé à 20 000 individus en 2006. Cette population est considérée comme stable par l'UICN bien qu'en septembre 2006 le gouvernement ait décidé de mettre en place une régulation stricte sur qui pourrait menacer l'espèce.
En 2015, le gouvernement Mauricien projette une campagne d'extermination visant à l'abattage de 18 000 roussettes.

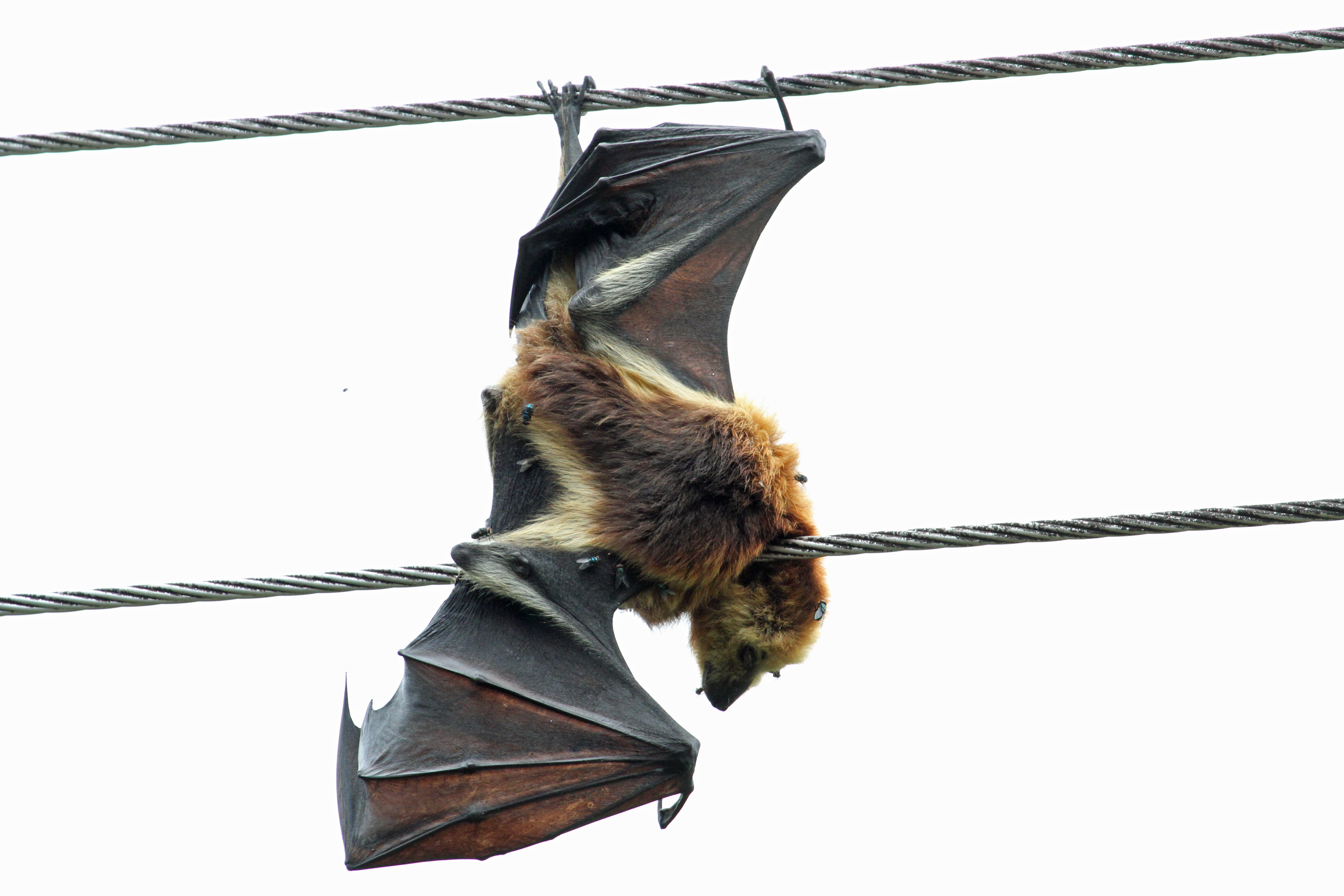
Roussette noire électrocutée, comme tant d'autres, dans le parc national de Black River Gorges, île Maurice.

## Habitat
Tous les juchoirs connus des roussettes noires, se trouvent dans des forêts. Certains arbres sont favorisés, comme les Eucalyptus spp, le Tabebuia pallida, les Araucaria spp, l'Albizia lebbeck et les Labourdonnaisia spp. Ces juchoirs leur permettent de se reposer pendant la journée, la nuit les roussettes noires parcourent de longues distances pour se nourrir.